# Orpin pourpier
Sedum cepaea
Espèce
Classification phylogénétique
L'Orpin pourpier ou Orpin paniculé (Sedum cepaea) est une espèce de plante herbacée de la famille des Crassulacées.
Son nom fait référence au Pourpier qui a des feuilles assez semblables.

## Description
C'est une plante annuelle ou bisannuelle, de 10  à   40 cm, qui se reconnaît notamment à ses feuilles plus ou moins spatulées, planes et verticillées par 4. L’inflorescence est glanduleuse (poils plus ou moins collants).
Les fleurs sont composées de 5 pétales allant du blanc au rosé et se terminent en pointe.

## Répartition
On la rencontre au sud-ouest d'une ligne Caen-Corse, sur les murs, rochers. Plutôt acidiphile. Présente également en Afrique du Nord.

## Caractéristiques
- Organes reproducteurs
  - Couleur dominante des fleurs : blanc, rose
  - Période de floraison : juillet-septembre
  - Inflorescence : cyme multipare
  - Sexualité : hermaphrodite
  - Ordre de maturation :
  - Pollinisation : entomogame
- Graine
  - Fruit : follicule
  - Dissémination : anémochore
- Habitat et répartition
  - Habitat type : ourlets internes médioeuropéens, eutrophiles, mésohydriques
  - Aire de répartition : européen méridional

Données d'après : Julve, Ph., 1998 ff. - Baseflor. Index botanique, écologique et chorologique de la flore de France. Version : 23 avril 2004.